# Gerd Zettlmeissl
Gerd Zettlmeissl war von  Herbst 2005 bis Sommer 2011 Vorstandsvorsitzender des österreichischen Biotechnologieunternehmens Intercell. Seit 2012 war er Aufsichtsratsvorsitzender der Biotechnologieunternehmen GlycoVaxyn (Schweiz, bis 2015, Verkauf an GSK) und Themis (Österreich, bis 2020, Verkauf an MSD) und unterstützte verschiedene Initiativen zur Entwicklung von Impfstoffen für die ärmsten Länder der Welt. Er ist Aufsichtsratsvorsitzender der Biotechnologieunternehmen Medigene (seit 2019, Deutschland) und seit 2021 MinerVax (Dänemark).

## Biografie
Nach fünfjähriger Forschungstätigkeit an der Universität Regensburg und dem Institut Pasteur trat Zettlmeissl 1985 in die Behringwerke AG in Marburg ein. Von 1994 bis 1996 leitete er dort die Abteilung Impfstoffe. Nach dem Kauf der Impfsparte der Behringwerke 1996 durch das US-amerikanische Biotechnologieunternehmen Chiron Corporation wurde Zettlmeissl internationaler Leiter der Abteilung Industrie und Qualität der „Chiron Vaccines“ und 2000 zum Generaldirektor der Chiron Behring GmbH & Co., der deutschen Tochter Chirons, bestimmt.
2001 wurde er als Chief Operating Officer in den Vorstand von Intercell geholt.
| Personendaten    | Personendaten                                                                        |
| ---------------- | ------------------------------------------------------------------------------------ |
| NAME             | Zettlmeissl, Gerd                                                                    |
| KURZBESCHREIBUNG | deutscher Manager und Vorstandsvorsitzender des Biotechnologieunternehmens Intercell |
| GEBURTSDATUM     | 20. Jahrhundert                                                                      |